# Gyrus temporalis medius
De gyrus temporalis medius of middelste slaapwinding is een winding in de temporale kwab van de hersenen.